# Heri Joensen
Heri Joensen (Tórshavn, 21 de fevereiro de 1973) é um músico das Ilhas Faroé, conhecido por ser o vocalista da banda de folk metal, Týr. Heri nasceu na cidade de Tórshavn, a capital das Ilhas Faroé, o que influencia a sua música. Assim como Týr, ele recentemente gravou um álbum solo intitulado Heljareyga.

## Início da vida
Heri Joensen nasceu na capital feroesa em 21 de fevereiro de 1973, mas cresceu na pequena aldeia de Lamba.
Com catorze anos, Heri começou a tocar guitarra, e, com cerca de dezessete anos, já tocava em bandas locais. Durante esse tempo, mudou-se para o populoso porto pesqueiro de Runavík.
Como muitos Feroeses, Heri mudou-se para a Dinamarca atrás de uma educação melhor. Lá, ele conheceu Kári Sreymoy, e formou a banda Týr. O plano inicial de Heri era formar-se em línguas Indo-Europeias. Porém, acabou reprovando, pois passava a maior parte do tempo tocando guitarra, então, decidiu ir à escola de música Det Alternative Rytmiske Konservatoriumem (D.A.R.K.), em Copenhague. Entre 2000 e 2003, ele estudou principalmente guitarra, técnica vocal, e depois, teoria musical.

Em 2013, Heri matriculou-se na Universidade das Ilhas Faroé, e estudou Língua Feroesa e sua literatura.

## Equipamento
Heri é conhecido por tocar uma guitarra de 7 cordas. No palco, ele utiliza uma modelo único guitarra feita de mogno e desenhada pela companhia feroesa de guitarras Bjarnastein.

## Outros trabalhos
Em abril de 2012, Joensen estava envolvido em um debate  online em vídeo com o Capitão Paul Watson para a série do Animal Planet, Whale Wars. Heri defendeu a caça à Baleia nas Ilhas Faroé.
A partir de setembro de 2016, Joensen ainda envolvia-se ativamente na matança de baleias-piloto nas Ilhas Faroé. Devido aos conflitos públicos contínuos com o Capitão Paul Watson, shows do Týr foram cancelados em várias casas de shows pela Europa.
Joensen também é conhecido por suas habilidades de linguagem. Ele fala feroês, dinamarquês, norueguês, islandês, inglês e alemão.
Ele fez algumas participações especiais, incluindo um solo de guitarra em "Barrett's Privateers" de Alestorm e vocais em um cover da música "Vandraren" feito pela banda Ensiferum.